# Mallerenga d'aigua
La mallerenga d'aigua (Poecile palustris) és una espècie d'ocell passeriforme que pertany a la família Pàrids, molt relacionat amb la mallerenga capnegra, la mallerenga del pare David i la mallerenga de Songar. És un ocell petit, d'uns 12 cm de llargada i un pes de 12 g amb la capçalera i el clatell negres, les galtes pàl·lides, l'esquena marró i les ales i la cua de color marró grisenc. Segons diferents organismes, es reconeixen entre 8 i 11 subespècies. La seva gran semblança amb la mallerenga capnegra europea pot causar problemes d'identificació, especialment al Regne Unit on les subespècies locals d'ambdues són molt semblants: no es van reconèixer com a espècies separades fins al 1897.
A nivell mundial, la mallerenga d'aigua està classificada com a Risc Mínim, tot i que hi ha evidències d'una disminució del nombre (al Regne Unit, les xifres han baixat més d'un 50% des dels anys setanta, per exemple). Es pot trobar a tota l'Europa temperada i al nord d'Àsia i, malgrat el seu nom, es troba en una varietat d'hàbitats, com ara boscos secs. La mallerenga és omnívora; el seu aliment inclou erugues, aranyes i llavors. Nia als forats dels arbres, triant els buits existents per ampliar-los, en lloc d'excavar els seus. La posta és de 5-9 ous.

## Taxonomia i sistemàtica
La mallerenga d'aigua va ser descrita formalment pel naturalista suec Carl von Linné l'any 1758 en la desena edició de la seva Systema Naturae amb el nom binomial Parus palustris. Ara està inclosa en el gènere Poecile que va ser erigit pel naturalista alemany Johann Jakob Kaup el 1829.El nom del gènere, Poecile, és el nom grec antic per a un petit ocell ara no identificable i potser deriva de poikolos, que significa "tacat"; l'específic palustris és en llatí "pantanós".
Una anàlisi de seqüències d'ADN mitocrondrial ha demostrat que la mallerenga d'aigua pertany a un grup de "chickadees" eurasiàtiques que inclou la mallerenga capnegra europea, la mallerenga del pare David, la mallerenga de pitet i la mallerenga de Songar.[
Es reconeixen deu subespècies:
- P. p. dresseri (Stejneger, 1886) – centre i sud d'Anglaterra, Gal·les i l'oest de França. Encara present a l'extrem sud-est d'Escòcia però en petit nombre. Una mica més petita que la palustris i més marró o oliva a les parts superiors i més bruta per sota. Els serrells tercials marró pàl·lid de vegades poden causar confusió amb la mallerenga capnegra europea.
- P. p. palustris (Linné, 1758) – nord i centre d'Europa, des del sud d'Escandinàvia al sud fins al nord d'Ibèria, de l'est al centre de Polònia, els Balcans occidentals i Grècia.
- P. p. italicus (Tschusi & Hellmayr, 1900) – Alps francesos, Itàlia i Sicília. Com la dresseri, però més vermellosa a les parts superiors i més pàl·lida a les inferiors.[9] A Sicília, es va descriure la subespècie P. p. siculus (De Burg, 1925) considerada sinònima d'italicus per Vaurie (1959), i posteriorment oblidada per la majoria d'autors. No obstant això, en una clina típica pàl·lid-fosc/nord-sud a tot Europa i també al llarg de la península Itàlica, on els ocells més foscos es troben a la zona alpina i més pàl·lids (tan pàl·lids com la subespècie nominal) a Calàbria, la població siciliana, molt aïllada i relicta, està formada pels ocells més petits i foscos d'Europa, per tant, és més aviat fora del gradient/integrat clinal poblacional. Hauria de merèixer un estudi millor i aprofundit abans de ser "sinonimitzat" (Priolo, 1969; Corso, 2005; A.Corso)
- P. p. stagnatilis (Brehm, CL, 1855) – de l'est d'Europa, d'est a sud dels Urals i el nord-oest de Turquia.
- P. p. kabardensis (Buturlin, 1929) – Caucas i nord-est de Turquia.
- P. p. brevirostris (Taczanowski, 1872) – centre sud i sud-est de Sibèria, nord de Mongòlia, nord-est de la Xina i Corea del Nord.
- P. p. ernsti (Yamashina, 1933) – illa Sakhalín.
- P. p. hensoni (Stejneger, 1892) – al sud de les illes Kurils i Hokkaido, Japó
- P. p. jeholicus (Kleinschmidt, O & Weigold, 1922) – nord-est de la Xina i Corea del Nord.
- P. p. hellmayri (Bianchi, 1903) – est de la Xina i Corea del Sud.

## Descripció

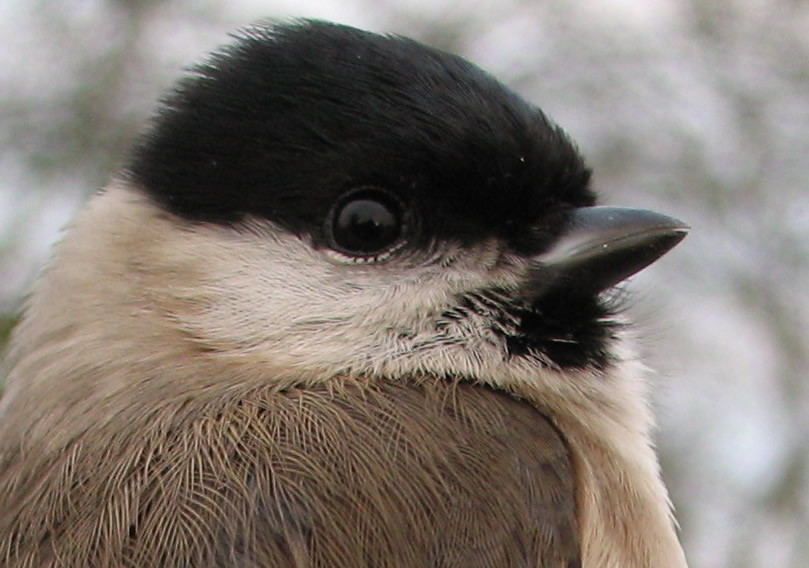
Exemplar capturar per l'anellament que mostra "vores de tall" pàl·lides al bec.

La raça nominal té el casquet i el clatell negres amb una brillantor blava visible de prop. El 'pitet' negre sota el bec és més aviat petit; les galtes són blanques, es tornen marró fosc a les cobertores de les orelles. Les parts superiors, la cua i les ales són de color marró grisenc, amb serrells una mica més pàl·lids a les terciàries. Les parts inferiors són blanques amb una tonalitat de color marró o marró més fort als flancs i cobertores de la cua. El bec és negre i les potes de color gris fosc. Els joves són molt semblants als adults, però amb una gorra i un pitet negres més apagats, les parts superiors més grisenques i les inferiors més pàl·lides; muden en plomatge adult al setembre.
La mallerenga pesa 12 g, té una longitud d'11,5 a 12 cm (des del bec fins a la cua) i una envergadura de 19 cm. La longitud de l'ala oscil·la entre 60 i 70 mm. La mallerenga d'aigua més antiga registrada a Europa va arribar als 11 anys i 11 mesos.

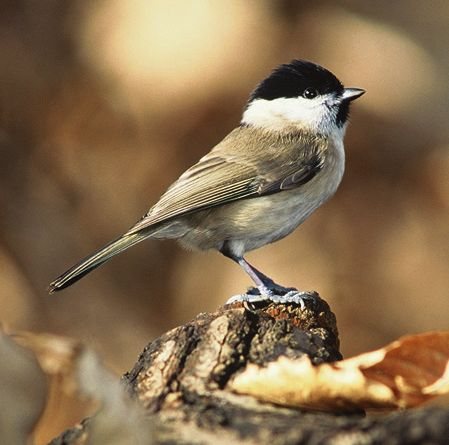
S'ha de tenir en compte el casquet brillant, el pitet més petit i les ales uniformes que ajuden a distingir-lo de la mallerenga capnegra.

Com altres mallerengues, té una àmplia gamma de notes de crida. El més típic és la nota explosiva "pitchou", donada quan s'excita, que sovint condueix a "pitchou-abella-abella-abella", que pot sonar com a mallerenga capnegra europea quan no s'escolta clarament. A diferència de moltes altres mallerengues, però, la mallerenga d'aigua té un cant ben definida i un ampli repertori de cants. Un sol individu pot tenir més de cinc cants que utilitzarà indistintament. Algunes dels cants més comuns inclouen un típic "chip-schip-schip-schip-ship", un "tu-tu-tu-tu-tu" més líquid i de vegades un dolç "tyeu-tyeu-tyeu-tyeu-tyeu".
La mallerenga d'aigua i la mallerenga capnegra europea són difícils de distingir només per l'aspecte; les races que hi ha al Regne Unit (P. p. dresseri i P. m. kleinschmidti respectivament) són especialment difícils de separar. Quan s'agafen per anellar, tenir el bec pàl·lid o no és un criteri fiable per distingir-les; en cas contrari, la millor manera de diferenciar-les és amb el cant. Les característiques del plomatge inclouen la manca d'un panell d'ala pàl·lid (format per vores pàl·lides de les plomes secundàries de la mallerenga capnegra europea), el casquet negra més brillant de la mallerenga d'aigua i el "pitet" negre més petit, encara que cap d'ells és "completament fiable" ; per exemple, les mallerengues d'aigua joves poden mostrar un panell d'ala pàl·lid. La mallerenga d'aigua té un cap notablement més petit i curt que la mallerenga capnegra europea (aquesta dona la impressió de coll de toro). i, en general, les marques són nítides i netes, amb el cap en proporció a la resta de l'ocell (la mallerenga capnegra europea.

## Distribució i hàbitat

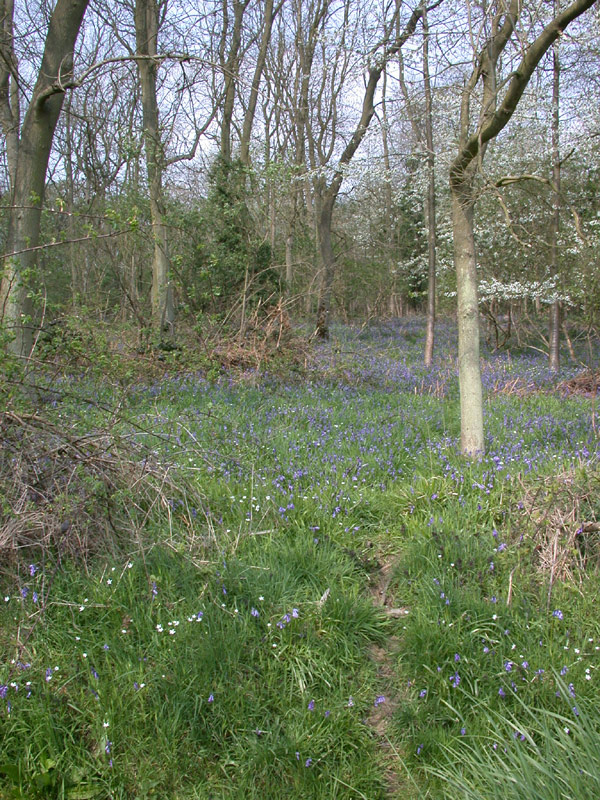
Hàbitat típic de la mallerenga d'aigua Northamptonshire, Anglaterra.

La mallerenga d'aigua té una extensió d'hàbitat mundial d'uns 10 milions de quilòmetres quadrats. La població mundial inclou entre 6,1 i 12 milions d'ocells només a Europa. L'espècie està classificada com a "Risc Mínim" encara que hi ha algunes proves d'una disminució del nombre. Per exemple, entre la dècada de 1970 i 2007, el nombre disminuir al Regne Unit en més d'un 50% i, en conseqüència, es troba a la Llista Vermella d'espècies compilada pel Joint Nature Conservation Committee del Regne Unit. La investigació suggereix que la causa pot ser les baixes taxes de supervivència d'un any a l'altre tot i que la taxa de fracàs del niu ha disminuït durant aquesta devallada. Altres estudis han demostrat que la diversitat reduïda d'estructura boscosa i espècies vegetals, en part a causa de l'impacte del brosteig dels cérvols, és la causa del declivi de l'ocell.
Les dades de 157 boscos coberts per l'Enquesta d'aus de boscos repetits RSPB/BTO van mostrar que l'abundància de la mallerenga d'aigua el 2003-2004 es corresponia amb la vegetació present a 2-4 metres sobre el sòl, la capa arbustiva. Les dades de la dècada de 1980 no van mostrar els mateixos resultats, però el nombre d'individus havia augmentat entre 2003 i 2004 als boscos amb més cobertura arbustiva. L'estudi va concloure que els danys a la capa arbustiva, causats pel pasturatge excessiu dels cérvols, per exemple, poden fer que els boscos siguin menys aptes per a la mallerenga d'aigua.
És un reproductor resident força comú i estès per tota l'Europa temperada i el nord d'Àsia. Es troba des del nord d'Espanya al nord fins al sud-est d'Escòcia i de l'est a l'oest de Rússia, amb una gran bretxa a l'oest d'Àsia i de nou a l'est d'Àsia des de les muntanyes d'Altai a l'est fins al nord del Japó i el nord i l'oest de la Xina.
Aquesta espècie és sedentària, realitza moviments curts després de la reproducció en la major part de la seva distribució, però al nord d'Europa algunes es mouen cap al sud a l'hivern. Tanmateix, sembla que no realitzen les irrupcions ocasionals que fan altres membres de la família de les mallerengues. La majoria d'aquestes mallerengues romanen als territoris de reproducció durant tot l'any; presumiblement, això està relacionat amb l'estratègia d'emmagatzematge d'aliments. L'anàlisi de les dades d'anellament del Regne Unit va mostrar que de les 108 recuperacions (quan un ocell anellat es troba mort o capturat per un altre anellador), el 85% es trobava a menys de 5 km d'on es va capturar originalment l'ocell i només un 1% a més de 20 km. Els ocells joves s'uneixen a estols itinerants mixtos, els adults també s'uneixen als estols quan passen, però no s'allunyen del seu territori.
La mallerenga d'aigua es reprodueix principalment a les zones baixes, però pot arribar a altituds de fins a 1.300 m. Prefereix grans extensions de boscos humits i frondosos, sovint rouredes o fagedes, encara que poden ocupar boscos de verns humits, arbres de ribera, parcs i jardins o horts. Un estudi a Monks Wood, Cambridgeshire, Anglaterra, va trobar que aquestes mallerengues requerien arbres madurs amb una capa arbustiva per sota del dosser, però que evitaven parts de la fusta amb molts arbres joves. Un altre estudi al Regne Unit va trobar que durant l'hivern i mentre s'alimentaven, passaven més temps que les mallerengues blaves al sotabosc del bosc i més temps més avall al dosser i al sotabosc del bosc. També es van comparar arbres i arbustos de 10 territoris de reproducció. Els arbres variaven significativament entre els territoris, però les característiques dels arbustos no ho feien, cosa que suggereix que els arbustos eren més importants per als ocells. A Wytham Woods, Oxfordshire, les mallerengues d'aigua estaven "en gran part absents" de parts de la fusta amb una copa densa però amb una cobertura arbustiva pobre.

## Comportament i ecologia
A l'hivern, en els estols mixtes de mallerengues poques vegades hi ha més d'una o dues mallerengues d'aigua i és poc habitual que deixin el grup. Les contorsions als arbustos i les branques són tan espectaculars com les d'altres mallerengues, sovint es penja cap per avall per una cama.

### Cria
La mallerenga d'aigua és monògama i sovint s'aparella de per vida, una parella es va mantenir junta durant sis anys. A Europa, la hibridació amb la mallerenga capnegra europea s'ha registrat dues vegades.
El lloc del niu és en un forat, generalment en un arbre, però de vegades en una paret o a terra. Es poden utilitzar caixes niu. Els forats antics de mallerengues els poden utilitzar i ampliar encara més. No solen excavar els seus propis forats de niu, tot i que poden engrandir el buit, portant els encenalls a una certa distància abans de deixar-les caure. El forat pot estar a un o dos centímetres del terra o a una alçada de 10 m. Dins del forat es fa un niu de molsa i folrat de pèl i de vegades unes plomes; 20 cm de molsa s'utilitzen en forats humits, però molt menys gruix en els secs.

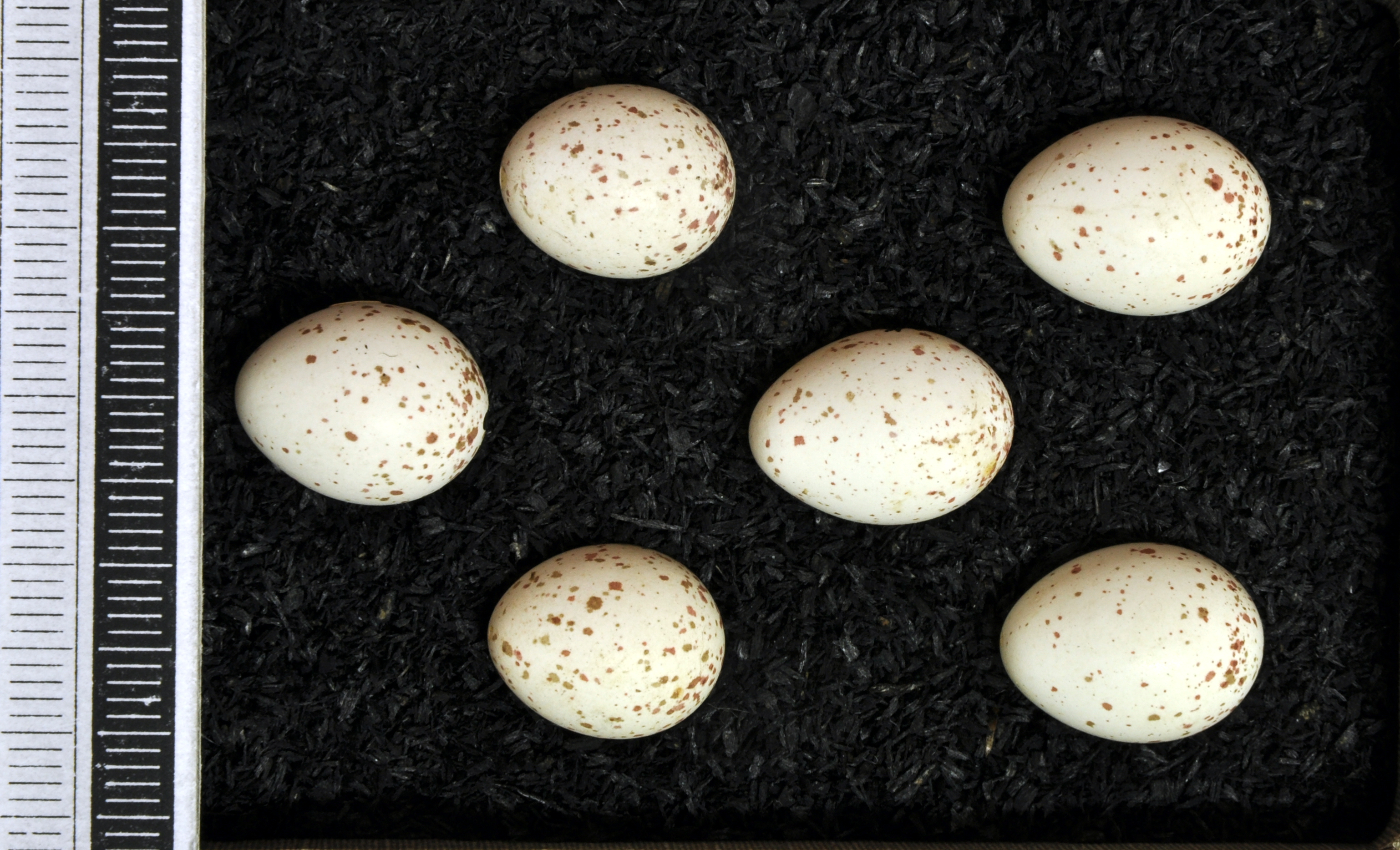
Ous, col·lecció Museu Wiesbaden.

A finals d'abril o al maig, ponen entre cinc i nou ous, tacats de blanc i vermell i mesuren de 16 mm × 12 mm i pesen d'1,2 g cadascun, dels quals el 6% és closca. Els ous són incubats per la femella durant 14-16 dies. La incubació comença abans que s'hagi completat la posta, és a dir, els pollets es desclouen durant un període d'uns dos dies. Ella s'asseu de prop i fa una típica "exhibició de xiulets" si la molesten. El mascle ajuda a alimentar i cuidar les cries i porta gairebé tot el menjar durant els primers quatre dies després de l'eclosió. Els pollets altricials i peluixos seran volanders als 18–21 dies. Els pares alimenten les cries durant una setmana i es tornen independents després d'1 a 7 dies més tard. La família es manté unida entre 11 i 15 dies després dels primers vols dels menors. S'han registrat segones cries, encara que són extremadament rares a Gran Bretanya.
Un estudi al bosc de Białowieża, Polònia, va analitzar quins factors van afectar l'elecció dels ocells de tornar a ocupar un forat de niu utilitzat l'any anterior. Va trobar que el 35,5% dels forats disponibles es van tornar a utilitzar l'any següent i que els forats on una posta havia fallat tenia menys probabilitats de ser reutilitzats. Un estudi a Bourton Woods, Gloucestershire, Anglaterra, va trobar que utilitzaven les caixes niu en anys successius només en el 20% dels casos.

## Alimentació i alimentació
A la primavera i l'estiu s'alimenten principalment d'aranyes i insectes i a la tardor i l'hivern s'alimenten de llavors, incloses les del card, fruita seca i baies. El fagus és l'aliment preferit quan el troben. Solen agafar llavors i fruits de la planta i se'ls emporten a un altre lloc abans de menjar-se'ls.
Recullen i emmagatzemen un gran nombre de llavors. En un estudi a Noruega, es van observar ocells durant dues hores i 15 minuts. Se'n menjaven 43 i guardaven 83 llavors per hora. A Suècia, l'emmagatzematge d'aliments és més freqüent entre setembre i finals de febrer, amb el màxim d'aquest comportament de setembre a octubre. Els amagatalls per a les llavors inclouen al terra i dins del terra, a la fullaraca, a les soques dels arbres i sota molsa i líquens dels arbres. Les llavors amagades són propenses a ser robades per altres mallerengues o altres espècies de manera que els ocells sovint volen d'un lloc a un altre abans de decidir-se per un amagatall. Acostumen a recuperar els elements més antics primer i memoritzar la ubicació en lloc de cercar aleatòriament o comprovar sistemàticament. L'hipocamp de la mallerenga d'aigua és un 31% més gros que el de la mallerenga carbonera, malgrat la mida general més grossa i el prosencèfal més gros; el volum relatiu d'aquesta part del cervell és més gran en els ocells que emmagatzemen aliments.